# Don Ameche
Don Ameche (eigentlich Dominic Felix Amici; * 31. Mai 1908 in Kenosha, Wisconsin; † 6. Dezember 1993 in Scottsdale, Arizona) war ein US-amerikanischer Schauspieler, der im Laufe seiner rund 65-jährigen Karriere bei Kino, Fernsehen, Theater und Radio arbeitete. Er war ein Star im Hollywood der 1930er- und 1940er-Jahre und erhielt 1986 für seine Altersrolle in dem Film Cocoon einen Oscar.

## Leben und Karriere
Ameche wurde in Wisconsin als Sohn eines italienischstämmigen Vaters und einer Mutter irisch-deutscher Herkunft geboren. Während seines Jurastudiums an der University of Wisconsin spielte Ameche Studententheater. Als in der Nähe ein professioneller Schauspieler aufgrund eines Autounfalls ausfiel, verpflichtete man Ameche als Ersatz. Das war der Start seiner professionellen Schauspielkarriere. Einige Zeit tourte er mit umherreisenden Theatergruppen, Anfang der 1930er-Jahre absolvierte er Bühnenauftritte in New York und Chicago. Parallel dazu begann er, in Radioproduktionen als Schauspieler aufzutreten, was ihm erste Popularität verschaffte.
Nach Probeaufnahmen beim Film im Jahr 1935 wollte Metro-Goldwyn-Mayer Ameche noch keinen Vertrag geben, doch 20th Century Fox verpflichtete ihn im darauffolgenden Jahr. Hier wurde er in den späten 1930er- und in den 1940er-Jahren ein beliebter Darsteller mit vielen Hauptrollen. Er spielte in mehreren Filmbiografien, darunter die Titelrolle in Liebe und Leben des Telefonbauers A. Bell (1939). An der Seite von Claudette Colbert verkörperte er ebenfalls 1939 in der Komödie Enthüllung um Mitternacht einen Taxifahrer, der sich als Baron verkleidet. Eine seiner wichtigsten Hauptrollen war die des Lebemannes Henry Van Cleve in der melancholischen Komödie Ein himmlischer Sünder (1943) von Ernst Lubitsch. Diese beschrieb er auch in späteren Jahren als seine persönliche Lieblingsrolle. Ameche spielte auch in mehreren Musicalfilmen, so in Galopp ins Glück (1940) und Moon Over Miami (1941) jeweils an der Seite von Betty Grable. Daneben trat er weiterhin in damals populären Radioshows wie The Bickersons oder der Charlie McCarthy Show auf.
Nach dem Ende seines Studiovertrags bei 20th Century Fox ließ Ende der 1940er-Jahre die Qualität seiner Filmangebote schnell nach. Daraufhin konzentrierte sich Ameche auf das damals neue Medium Fernsehen und spielte nebenbei Theater. 1955 wirkte er erstmals in einer Broadway-Produktion mit, in der Uraufführung des Musicals Silk Stockings (Seidenstrümpfe) von Cole Porter, in der er an der Seite von Hildegard Knef die männliche Hauptrolle übernahm. Bei dem Bühnenstück handelte es sich um eine Bearbeitung des Ninotschka-Filmstoffs. In Film- und Fernsehproduktionen war er zwischen den 1950er- und 1970er-Jahren dagegen nur sporadisch zu sehen.
In den 1980er-Jahren gelang dem inzwischen über 70-jährigen Ameche ein Comeback als Filmschauspieler. Er verkörperte unter anderem in der Filmkomödie Die Glücksritter an der Seite von Eddie Murphy den boshaften Millionär Mortimer Duke. Für seinen Auftritt als Patient eines Altersheims in dem Film Cocoon aus dem Jahr 1985 erhielt Ameche einen Oscar als bester Nebendarsteller. Weitere Auftritte in Filmkomödien folgten, zuletzt in dem 1994 erschienenen Film Corrina, Corrina, den er kurz vor seinem Tod noch abdrehen konnte.
Ameche war ab 1932 mit Honore Prendergast († 1986) verheiratet, mit der er sechs Kinder hatte. Sein Bruder Jim Ameche (1915–1986) war ebenfalls Schauspieler und Radiomoderator. Sein Cousin Alan Ameche war American-Football-Spieler bei den Baltimore Colts in der NFL. Er selbst war Miteigentümer der Los Angeles Dons, einer American-Football-Mannschaft, die in der All-America Football Conference (AAFC) spielte. Ameche starb am 6. Dezember 1993 in Scottsdale, Arizona, an Prostatakrebs.

## Filmografie (Auswahl)
- 1935: Das Schiff des Satans (Dante’s Inferno)
- 1936: Ramona
- 1936: One in a Million
- 1938: Chicago (In Old Chicago)
- 1938: Alexander’s Ragtime Band
- 1938: Die Eiskönigin (Happy Landing)
- 1939: Damals in Hollywood (Hollywood Cavalcade)
- 1939: Liebe und Leben des Telefonbauers A. Bell (The Story of Alexander Graham Bell)
- 1939: Enthüllung um Mitternacht (Midnight)
- 1939: Swanee River
- 1940: Carioca (That Night in Rio)
- 1940: Lillian Russell
- 1940: Galopp ins Glück (Down Argentine Way)
- 1941: Allotria in Florida (Moon Over Miami)
- 1941: The Feminine Touch
- 1943: Something to Shout About
- 1943: Ein himmlischer Sünder (Heaven Can Wait)
- 1944: Greenwich Village
- 1944: Mission im Pazifik (Wing and a Prayer)
- 1945: It’s in the Bag!
- 1945: Seine Frau ist meine Frau (Guest Wife)
- 1947: Schlingen der Angst (Sleep My Love)
- 1949: Leicht französisch (Slightly French)
- 1960: Rivalen um die Macht (A Fever in the Blood)
- 1966: Das Kabinett der blutigen Hände (Picture Mommy Dead)
- 1969: Die Bruchschiffer (The Boatniks)
- 1969: Stellt Euch vor, es gibt Krieg und keiner geht hin (Suppose they gave a war and nobody came?)
- 1971: Columbo: Mord in Pastell (Suitable for Framing; Fernsehreihe)
- 1974: Der Mann mit dem goldenen Hut (McCloud: The Man With the Golden Hat)
- 1979: Quincy (Quincy, M.E.; Fernsehserie, eine Folge)
- 1979: Der Costa-Rica-Auftrag (Chinese Typewriter)
- 1979: Love Boat (Gophers große Super-Show)
- 1983: Die Glücksritter (Trading Places)
- 1985: Cocoon
- 1986: Ein Gaunerstück mit alten Meistern (A Masterpiece of Murder)
- 1987: Bigfoot und die Hendersons (Harry and the Hendersons)
- 1987: Wie gefunden, so verschwunden (Pals)
- 1988: Cocoon II – Die Rückkehr (Cocoon 2 – The Return)
- 1988: Things Change: Mehr Glück als Verstand (Things Change)
- 1988: Der Prinz aus Zamunda (Coming To America)
- 1989: Oddball Hall – Jetzt rasten die Götter völlig aus (Oddball Hall)
- 1990: Oscar – Vom Regen in die Traufe (Oscar)
- 1991: Eine ganz normal verrückte Familie (Folks)
- 1992: Flucht durch die Nacht (Sunstroke)
- 1993: Zurück nach Hause – Die unglaubliche Reise (Homeward Bound; Stimme)
- 1994: Corrina, Corrina